# 類上皮細胞
類上皮細胞(英: epithelioid histiocyte, epithelioid cell)とは上皮細胞に類似した活性化マクロファージ。細長く、細かい顆粒を伴う、薄いエオジン好性（ピンク）の細胞質と中央にリンパ球より密度の低い卵形の核を持つ。

## 臨床的意義
類上皮細胞の出現はいくつかの病理的状態を特徴づけることがあり、主に口腔顔面肉芽腫(en:Orofacial granulomatosis)を含む肉芽腫性炎症で認められる。皮膚における類上皮細胞の過度の増殖は細網組織球腫で起こり、関節炎に関与することがある。